# 窄叶薹草
窄叶薹草（学名：Carex montis-everestii）为莎草科薹草属的植物。分布于中国大陆的西藏自治区等地，生长于海拔4,400米至5,460米的地区，多生于山坡、河漫滩、草甸、灌丛或草原，目前尚未由人工引种栽培。